# Стоянович, Радосав
Радосав Стоянович (серб. Радосав Стојановић, род. 1 ноября 1950, Паруновац, Крушевац, Югославия) — сербский писатель, журналист и лексикограф.

## Биография
Рождён 1 ноября 1950, в Паруновце, рядом с городом Крушевац. Вырос в Млачиште, в Црной Траве. В школу ходил в Млачиште, Црной Траве, Нише и Приштине. Окончил факультет сербско-хорватского языка и югославской литературы в Университете в Приштине, где потом и жил, до НАТО бомбёжки Сербии 1999 года.
Радосав работал преподавателем в Гимназии «Иво Лола Рибар» в Приштине, журналистом, редактором, главным и ответственным редактором (1990—1993) ежедневной газеты «Eдинство» (серб. Jeдинство), а также директором Краевого народного театра (серб. Покрајинско народно позориште) (1993—2004) в Приштине.
Был постоянным хроникёром и колумнистом белградской «Литературной речи» (серб. Књижњвна реч) с Косова и Метохии (1985—1988), президентом литературного общества Косова и Метохии (серб. Друштво књижевника Косова и Метохије) (1990—1992). Радосав был редактором журнала «Стремления» (серб. Стремљења) и главным и ответственным редактором «Сербского юга» (серб. Српски југ) (2004—2006) в Нише. Так же является членом Общества писателей Сербии (серб. Удружење књижевника Србије) с 1985 года и Общества журналистов Сербии (серб. Удружење новинара Србије) с 1979 года.
Его произведения включены в антологии и избранное сербской поэзии и рассказов в стране и за рубежом. Он переведён на иностранные языки.
С Косова изгнан в июне 1999 года. Живёт в городе Ниш.

### Сборники стихов
- Иносказание (серб. Инословље), 1979 г.
- Чемерская рукопись (серб. Рукопис чемерски), 1982 г.
- Школа дьявола (серб. Ђавоља школа), 1988 г.
- Возвращение на кол (серб. Повратак на колац), 1990 г.
- Якорь (серб. Сидро), 1993 г.
- Пристально (серб. Нетремице), 2003 и 2004 г.
- Трепет (серб. Трепет), 2007 г.
- Стихи последнего вдохновения (серб. Песме последњег заноса), выбранные и новые стихи, 2012 г.,
- Bequeathing/ Наследство (серб. Завештање), избранные и новые стихи о любви, двуязычное сербско-английское издание, перевод Душица Вучкович, Hybrid Publishers, Мельбурн, штат Виктория, Австралия, 2014 г.
- Если бы любви было (серб. Кад би љубави било), 2015 г.
- Песни судного дня (серб. Песме судњег дана), Белград, 2019 г.
- Тем не мение (серб. Међутим), Ниш, 2020 г.
- Есть одно слово (серб. Има една дума), Белград, 2021 г.

### Сборники рассказов
- Смерть Аритона (серб. Аритонова смрт), 1984 г.
- Апокрифические рассказы (серб. Апокрифне приче), 1988 г.
- Мёртвая стража (серб. Мртва стража), 1988 и 1997 г.
- Конец света (серб. Крај света), 1993 г.
- Господарь воспоминаний (серб. Господар успомена), 1996 г.
- Живая стена (серб. Живи зид), 1996 г.
- Молитва о дечанской иконе (серб. Молитва за дечанску икону), 1998 г.
- Свидетели Христа (серб. Христови сведоци), 2001 г.
- Црнотравские рассказы (серб. Црнотравске приче), 2002 г.
- Власинская свадьба (серб. Власинска свадба), 2004 г.
- Женихи Эвридики (серб. Еуридикини просиоци), 2007 г.
- Записанное во снах (серб. Записано у сновима), рассказы о любви, Панорама, Приштина - Белград, 2013 г.
- Захват страха (серб. Хватање страха), Панорама, Приштина - Белград, 2015 г.
- Истории с креста (серб. Приче са крста), Панорама-Јединство, Приштина - Косовска Митровица, 2019. г.

### Романы
- Дикая прививка (серб. Дивљи калем), 2002 г., 2010 г.
- Ангелус, 2004 г.
- Лунный корабль (серб. Месечева лађа), 2005 г., 2020 г.
- Три объятия неба (серб. Три хвата неба), 2018 г.
- Земные дни Нада Кристины (серб. Земаљски дни Наде Кристине), Ниш, 2020.

### Книги для детей
- Какой секрет скрывают птици (серб. Какву тајну крију птице), 2016 г.
- История из внутреннего кармана (серб. Приче из унутрашњег џепа), 2018 г.

### Лексикография
- Црнотравский словарь (серб. Црнотравски речник), Сербский диалектологический сборник, № LVII, САНУ — Институт сербского языка САНУ, Белград, 2010 г. Црнотравски речник ПДФ

### Mонографии
- Сербская книга в Косово и Метохии 1945-2020 (серб. Српска књига на Косову и Метохији 1945-2020), Алма, Белград, 2023 г.
- Косовская хроника или ежегодник «Единство» 1944-2004 (серб. Косовска хроника или летопис "Јединства" 1944-2004), Алма, Белград, 2023 г.

### Публицистика
- Жить с геноцидом, хроника косовского бесчестья 1980—1990 (серб. Живети с геноцидом, хроника косовског бешчашћа 1980 - 1990), 1990 г.
- Несмотря ни на что, к 70-летию Национального театра в Приштине (серб. Упркос свему, 70 година Народног позоришта у Приштини), 2018 г.

### Драмы
- Мёртвая стража (серб. Мртва стража), 1993 г.
- Кривово и другие драмы, 2003 г.

### Самостоятельные драмы, вне книг
- Конец света на великий день Пасхи (серб. Пропаст света на Велигдан), Театрон, 107, 1999 г.
- Сэндвич (серб. Сендвич), Сербский юг , 5, 2006 г.
- Сбор на Горешняк (серб. Сабор на Горешњак), Градина, 37, 2010 г.

### Сыгранные драмы
- Мёртвая стража (серб. Мртва стража), Краевой народный театр, Приштина, 1994 г., режиссёр Миомир Стаменкович;
- Конец света на великий день Пасхи (серб. Пропаст света на Велигдан), Театр «Бора Станкович», Вране 1997 г., режиссёр Юг Радивоевич;
- Метохийская икона, монодрама, Народный театр, Печ, 1997 г., режиссёр и актёр Миомир Радойкович.
- Кривово, Театр «Бора Станкович», Вране, 2003 г., режиссёр Юг Радивоевич.

### Радио драма
- Последний взгляд да Драгодень (серб. Последњи поглед на Драгодан), режиссёр и актёр Стеван Джорждевич, Радио Приштина — Радио Топлица, Прокупле, 2004 г.

## Редактор ревю
- Три века исхода сербов, 1990 г.
- Видовданский вестник, 1993 г.
- Сербский юг, 2004—2006 г.

## Награды
- Стеван Сремац, 1987 г., 1991 г. и 1992 г.
- Награждение Лазара Вучковича, 1985 г. и 1992 г.
- Золотое перо деспота Стефана Лазаревича, 1990 г.
- Милутин Ускокович, вторая, 1993 г. и 2000 г.
- Награждение Литературного общества Косова и Метохии за самую лучшую книгу, 1999 г.
- Награждение Лаза К. Лазаревич, 2001 г.
- Раде Драинац, 2004 г.

### Стихи на сайтах
- «Камертон»: Радосав СТОЯНОВИЧ - Всё вернётся на круги своя
- Radosav Stojanović – Elegia o kaloryferze i inne wiersze